# Мурфризборо (Северна Каролина)
Мурфризборо (енгл. Murfreesboro) град је у америчкој савезној држави Северна Каролина.

## Демографија
По попису из 2010. године број становника је 2.835, што је 790 (38,6%) становника више него 2000. године.
| Група             | 2000.         | 2010.         |
| Белци             | 1.216 (59,5%) | 1.245 (43,9%) |
| Афроамериканци    | 768 (37,6%)   | 1.444 (50,9%) |
| Азијати           | 5 (0,2%)      | 27 (1,0%)     |
| Хиспаноамериканци | 41 (2,0%)     | 83 (2,9%)     |
| Укупно            | 2.045         | 2.835         |